# 瓦莫什哲尔克
瓦莫什哲尔克，是匈牙利赫维什州所辖的一个村。总面积21.82平方公里，总人口1983，人口密度90.9人/平方公里（2011年1月1日）。